# Pterobunocephalus
Pterobunocephalus — рід риб з підродини Aspredininae родини Широкоголові соми ряду сомоподібних. Має 2 види. Часто тримаються в акваріумах.

## Опис
Загальна довжина представників цього роду коливається з 7 до 9 см. Голова сильно сплощена. Вусики дуже короткі. Тулуб сильно витягнутий, сплощений. Шкіра гладенька, луски немає. Спинний плавець високий, з короткою основою. Черевні плавці майже дорівнюють спинному плавцю. Анальний плавець помірно довгий, має 10-20 м'яких променів. Хвостовий плавець великий, доволі широкий.

## Спосіб життя
Зустрічаються у прісній воді. Ведуть риючий спосіб життя. Тут ховають вдень. З ґрунту виповзають в сутінковий і нічний час. Атакують із засідки. Живляться переважно безхребетними.

## Розповсюдження
Поширені в басейні річок Амазонка, Оріноко, Парагвай, Парана.

## Тримання в акваріумі
Для цих сомиків знадобиться невисокий акваріум (25-30 см) від 70 літрів. Температура утримання повинна становити 20-28 °C. На дно насипають дрібний пісок білого або жовтого кольору. Рослин має бути мінімум (не більше 15-20 % площі дна). Утримувати можна групою або поодинці. З інших сусідів підійдуть миролюбні тетри, лорікарієві невеликого розміру. Донних риб краще виключити. Особливо це стосується коридорасів. Харч повинен бути невеликим. У жодному разі не їдять сухий корм. При адаптації вода повинна бути жорсткою. При поганому самопочутті воду необхідно підсолити.

## Види
- Pterobunocephalus depressus
- Pterobunocephalus dolichurus